# Cuevas de Cangó
Las cuevas de Cango están ubicadas en calizas precámbricas en las estribaciones de la cordillera Swartberg cerca de la ciudad de Oudtshoorn, en la provincia del Cabo Occidental de Sudáfrica. La cueva principal es una de las cuevas turísticas más hermosas, conocidas y populares del país y atrae a muchos visitantes extranjeros. Aunque el extenso sistema de túneles y cámaras se extiende por más de 4 km (2+1⁄2 milla), sólo alrededor de una cuarta parte está abierta a los visitantes, quienes pueden ingresar a la cueva solo en grupos supervisados por un guía.

## Leyenda de las cuevas
Se dice que el Sr. Johnny van Wassenaer, el primer guía oficial de la cueva caminó 29 horas para encontrar el final de las cuevas en 1898. Cuando estuvo allí, se dice que calculó que estaba a 25 km (15+1⁄2 millas) desde la entrada y 275 m (902 pies) bajo tierra; su ruta aparentemente seguía un río subterráneo. Hasta ahora, los exploradores están encontrando cada vez más cuevas que respaldan esta historia.